# Quintus Pedius
Quintus Pedius (? – Kr. e. 43.) Julius Caesar római dictator dédunokaöccse. Édesanyja, Atia Balba Caesar unokahúga volt, apja pedig szintén a Quintus Pedius nevet viselte.
Caesar galliai hadjárata idején hadseregének egyik magas rangú tisztje volt, majd Kr. e. 54-ben aedilis lett. A polgárháborúban is távoli rokonát támogatta – kisebb diadalmenetet is tarthatott győzelmeiért –, aki végrendeletében vagyona egynyolcadát ráhagyta, csakúgy, mint unokatestvérére, Lucius Pinariusra. A maradék háromnegyed Caius Octaviusé lett. Kr. e. 43-ban Aulus Hirtius és Caius Vibius Pansa halála után Octavianust és őt választották meg consulnak. Hivatali évében halt meg.